# Simon MacCorkindale
Simon Charles Pendered MacCorkindale (* 12. Februar 1952 in Cambridge, England; † 14. Oktober 2010 in London) war ein britischer Film- und Theaterschauspieler, Filmproduzent und -regisseur, Drehbuchautor und Filmkomponist.

## Leben
Simon MacCorkindale wollte eigentlich wie sein Vater Pilot in der Royal Air Force werden, doch seine schlechten Augen machten diese Berufswahl unmöglich.
Daher absolvierte er nach dem Besuch der High School ein Studium an einer Schauspielschule. Danach sammelte er erste Erfahrungen am Theater. 1973 hatte er in der Miniserie Hawkeye, der Pfadfinder sein Fernsehdebüt. Seitdem stand er in vielen namhaften Fernseh- und Kinoproduktionen vor der Kamera. Sein markantes Gesicht verschaffte ihm öfter Rollen als Gangster oder Krimineller. So wirkte er 1977 in Jesus von Nazareth mit, 1978 in Tod auf dem Nil, 1983 in Der weiße Hai 3-D und 1995 in Eiskalte Wut. 1997 war er in der dramatischen Agentenserie Nikita als charmanter Bösewicht in Folge 104, „Der Wohltäter“, zu sehen.
MacCorkindale machte sich auch im amerikanischen Showbusiness einen Namen. In der Fernsehserie Falcon Crest spielte er zwischen 1984 und 1986 den Rechtsanwalt „Greg Reardon“. 1983 spielte er in der Science-Fiction-Serie Ein Fall für Professor Chase einen Mann, der sich in Tiere verwandeln kann. Daneben produzierte er die US-Serien Relic Hunter – Die Schatzjägerin und Adventure Inc. – Jäger der vergessenen Schätze.
MacCorkindale war von 1976 bis 1982 mit der Filmschauspielerin Fiona Fullerton und von 1984 bis zu seinem Tod mit der Schauspielerin Susan George verheiratet. Er starb im Oktober 2010 im Alter von 58 Jahren an Darmkrebs.

## Auszeichnungen
MacCorkindale war unter anderem 1986 für seine Darstellung in Falcon Crest für einen Soap Opera Digest Award nominiert. 1992 war er für die Serie Counterstrike als „Bester dramatischer Hauptdarsteller“ für einen Gemini Award nominiert. 1999 folgte für Such a Long Journey eine Nominierung für den Genie Award als bester Film.

## Filmografie (Auswahl)

### Schauspieler
- 1974: 18 Stunden bis zur Ewigkeit (Juggernaut)
- 1976: Ich, Claudius, Kaiser und Gott (I, Claudius)
- 1977: Jesus von Nazareth (Jesus of Nazareth)
- 1978: Geheimprojekt Doombolt (sechsteilige britische Abenteuer-Jugendserie)
- 1978: Tod auf dem Nil (Death on the Nile)
- 1979: Bei Nacht und Nebel (The Riddle of the Sands)
- 1979: Quatermass (vierteilige britische Science-Fiction-Fernsehserie)
- 1981: Fantasy Island (Fernsehserie, Episode 5.03)
- 1982: Hart aber herzlich (Fernsehserie, Episode 4.03: Rien ne va plus)
- 1982: Der Denver-Clan (Fernsehserie, Episode 3.04: Colbys Testament)
- 1983: Der weiße Hai 3-D (Jaws 3-D)
- 1983: Ein Fall für Professor Chase (Manimal, Fernsehserie)
- 1984: Matt Houston (Fernsehserie, Episode 3.03: Karriere)
- 1984–1986: Falcon Crest (Fernsehserie, 59 Folgen)
- 1990–1993: Auf eigene Faust (Counterstrike/Force de frappe, Fernsehserie, 66 Folgen)
- 1995: Eiskalte Wut (Family of cops)
- 2001–2002: Relic Hunter – Die Schatzjägerin (Relic Hunter, Fernsehserie)
- 2010: New Tricks – Die Krimispezialisten (New Tricks, Fernsehserie, 1 Folge)

### Produzent
- 1988: Zeit der Dunkelheit (Stealing Heaven)